# Jonas Govaerts
Jonas Govaerts (Antwerpen, 21 juni 1980) is een Belgisch filmregisseur, scenarioschrijver en muzikant.

## Biografie
Jonas Govaerts was van 2006 tot 2014 gitarist bij de Antwerpse metalband The Hickey Underworld maar moest stoppen vanwege een chronische gehoorstoornis. Hij werd bij The Hickey Underworld vervangen door onder anderen Tim Vanhamel. De band werd later tijdelijk ontbonden, maar begon in 2022 aan een tweede leven, waarbij Jonas Govaerts opnieuw zijn plaats als gitarist innam.
In 2004 produceerde hij zijn eerste kortfilm Mobius in het horrorgenre waarna nog enkele bekroonde kortfilms volgden. In 2009 en 2010 schreef en regisseerde hij de televisieserie's SUPER8 en MONSTER!. In 2014 bracht hij zijn debuutfilm uit, de eerste Vlaamse horrorfilm Welp, die in première ging op het Internationaal filmfestival van Toronto. In 2022 volgde zijn tweede langspeelfilm, de actiecomedie H4Z4RD, met de DJ Dimitri Vegas in de hoofdrol.

## Filmografie

### Speelfilms
- Welp (2014)
- H4Z4RD (2022)

### Kortfilms
- Mobius (2004)
- Forever (2005)
- Of Cats & Women (2007)
- Abused (2008)
- Transfer (2021)

### Televisieseries
- SUPER8 (2008)
- MONSTER! (2009)
- Tabula rasa (2017)
- F*** You Very, Very Much (2021)

## Prijzen & nominaties[1]
| jaar | prijs                                    | categorie                | genomineerde(n) | uitslag  |
| ---- | ---------------------------------------- | ------------------------ | --------------- | -------- |
| 2005 | Leuven International Short Film Festival | Beste debuut             | Forever         | Gewonnen |
| 2006 | Joseph Plateau Awards                    | Beste Belgische kortfilm | Forever         | Gewonnen |
| 2008 | Filmfestival van Sitges                  | Méliès d'Or              | Of Cats & Women | Gewonnen |
| 2014 | Filmfestival van Sitges                  | Beste regie              | Welp            | Gewonnen |